# سی‌اس‌آی: میامی
سی اس آی: میامی (به انگلیسی: C.S.I. Miami) نام یک سریال تلویزیونی پرطرفدار در ایالات متحده آمریکاست. این سریال در سال ۲۰۰۶–۲۰۰۷ نزدیک به ۱۷٫۱ میلیون بیننده داشت.
این سریال تلویزیونی که از شبکه سی بی اس آمریکا پخش می‌شود هم‌اکنون فصل دهم پخش خود را می‌گذراند.
سازنده این اثر آنتونی زوکر است، و سریال در مورد ماجراهای اداره پلیس شهر میامی در فلوریدا است.

## جستارهای مربوط
- سی اس آی